# 양재천로
양재천로(良才川路, Yangjaecheon-ro)는 서울특별시 서초구 우면동 우면교에서 강남구 대치동 영동6교까지를 잇는 도로이다. 도로명은 도로 옆을 따라 흐르는 양재천에서 유래했다.

## 주요 경유지
서울특별시
- 서초구 (우면동 - 양재동)
- 강남구 (도곡동 - 대치동)

## 같이 보기
- 양재천